# Taufbecken Saint-Eugène (Charente-Maritime)

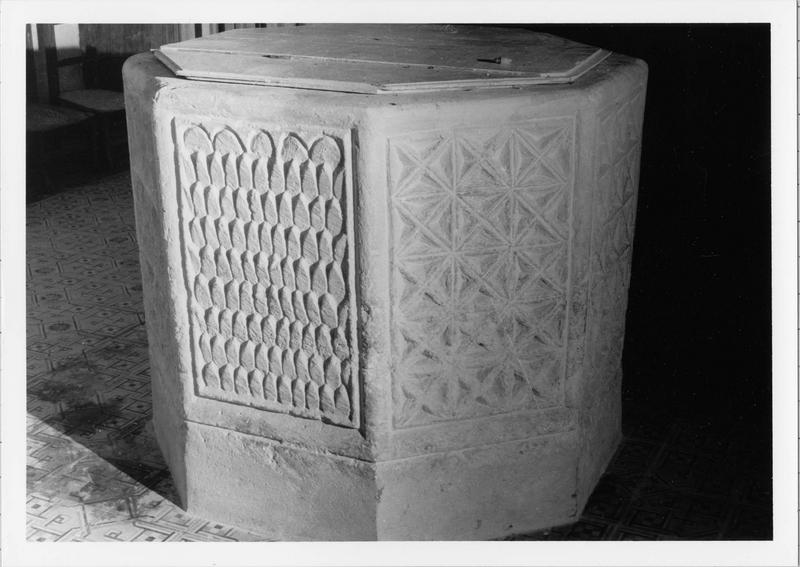
Taufbecken in Saint-Eugène

Das Taufbecken in der Kirche St-Eugène in Saint-Eugène, einer französischen Gemeinde im Département Charente-Maritime der Region Nouvelle-Aquitaine, wurde im 16. Jahrhundert geschaffen. Das Taufbecken aus Kalkstein wurde 1926 als Monument historique in die Liste der geschützten Objekte (Base Palissy) in Frankreich aufgenommen.
Das achteckige Taufbecken im Stil der Renaissance wurde aus einem einzigen Steinblock geschaffen. Alle Seiten weisen einen geometrischen Dekor auf.